# حرب مشغلات ألعاب الفيديو
في صناعة ألعاب الفيديو، تصف حرب مشغلات ألعاب الفيديو المنافسة بين اثنين أو أكثر من الشركات المصنعة لمشغلات ألعاب الفيديو في محاولة لتحقيق مبيعات أفضل للمستهلكين من خلال تكنولوجيا مشغل أكثر تقدمًا، واختيار محسّن لألعاب الفيديو، وتسويق عام حول المشغلات الخاصة بهم. في حين أن مصنعي المشغلات يحاولون دائمًا التفوق على الشركات المصنعة الأخرى في المبيعات، فإن حروب المشغلات هذه تنخرط في تكتيكات أكثر مباشرة لمقارنة عروضهم مباشرة مع منافسيهم أو للتقليل من المنافسة على عكس منافسيهم، وبالتالي تميل جهود التسويق للتصعيد في دفعات ذهابًا وإيابًا.
على الرغم من وجود العديد من حروب المشغلات حتى الآن، فقد أصبح المصطلح شائعًا بين سيجا ونينتندو خلال أواخر الثمانينيات وأوائل التسعينيات حيث حاولت سيجا اقتحام سوق ألعاب الفيديو في الولايات المتحدة مع مشغلها ميجا درايف. من خلال نهج تسويقي جديد وتحسين العتاد، تمكنت سيجا من كسب غالبية السوق في غضون ثلاث سنوات من الإطلاق، والتي سيطرت عليها نينتندو.

## الخلفية وأصل الكلمة
بدأ سوق مشغلات ألعاب الفيديو في عام 1972 بإصدار أول مشغل منزلي، ماغنافوكس أوديسي. مع دخول المزيد من الشركات المصنعة إلى السوق والتحسينات التكنولوجية، بدأ السوق في الاندماج حول مفهوم أجيال المشغلات، وهي مجموعات من المشغلات ذات المواصفات الفنية المماثلة التي تنافست في سوق المستهلك. منذ عام 1972، كان هناك تسعة أجيال من المشغلات، مع اثنين إلى ثلاثة من الشركات المصنعة المهيمنة يسيطرون على السوق كأقلية.
كما هو الحال مع معظم الصناعات التي لا يوجد بها قائد مهيمن واحد، قام مصنعو المشغلات بتسويق منتجاتهم بطريقة تسليط الضوء عليها بطريقة أكثر ملاءمة مقارنة بمنافسيهم، أو للتركيز على الميزات التي قد يفتقر إليها منافسوهم، غالبًا بطريقة عدوانية. على سبيل المثال، اعتمدت الشركات المصنعة للمشغلات في الثمانينيات والتسعينيات بشكل كبير على حجم الكلمات لوحدة المعالجة المركزية، مؤكدين أن الألعاب تتمتع بقدرات أفضل مع معالجات 16 بت أكثر من 8 بت. أدى هذا النوع من التسويق العدواني إلى قيام صحفيي ألعاب الفيديو بتسمية التسويق التنافسي بأنه «حرب» أو «معركة» منذ أغسطس 1988. مع ظهور كل جيل جديد من المشغلات مع مناهج تسويقية جديدة، استمر الصحفيون والمستهلكون في استخدام أشكال مختلفة من لغة «الحرب»، بما في ذلك «حروب الأنظمة» و «حروب المشغلات». بحلول أوائل العقد الأول من القرن الحادي والعشرين، كان مصطلح «حرب المشغلات» هو الأكثر استخدامًا لوصف المنافسة المحتدمة بين الشركات المصنعة للمشغلات في أي جيل.

## سيجا ضد نينتندو
على الرغم من أنها ليست حرب المشغلات الوحيدة، إلا أن التنافس بين سيجا ونينتندو للهيمنة على سوق ألعاب الفيديو في أمريكا الشمالية في أواخر الثمانينيات وأوائل التسعينيات هو بشكل عام المثال الأكثر وضوحًا لحرب المشغلات. لقد أسست استخدام أساليب التسويق والإعلان القوية من قبل كل شركة لمحاولة السيطرة على السوق، وانتهت حوالي عام 1995 عندما دخل لاعب جديد، سوني، وعطل مساحة المشغلات.

### الخلفية
عانت صناعة ألعاب الفيديو في الولايات المتحدة من انهيار حاد في السوق في 1983 بسبب العديد من العوامل التي أدت إلى ركود أكبر في السوق وزيادة شعبية أجهزة الحواسيب الشخصية كمنصة لألعاب الفيديو. كان أحد العوامل الرئيسية المساهمة في الانهيار هو فقدان التحكم في النشر لألعاب المشغلات. أدى النجاح المبكر لبعض مطوري الطرف الثالث مثل أكتيفجن لمشغل أتاري في سي إس إلى جلب أصحاب رؤوس الأموال المغامرة فرقًا من المبرمجين عديمي الخبرة لمحاولة تحقيق نفس النجاح، لكنهم تمكنوا فقط من إغراق السوق بألعاب ذات جودة رديئة، مما جعل من الصعب بيع الألعاب عالية الجودة. أثر انهيار ألعاب الفيديو على عوامل أخرى في الصناعة كانت في حالة تدهور بالفعل، مثل الصالات.
في اليابان، أصدرت نينتندو مشغل فاملي كمبيوتر (فاميكوم) في عام 1983، وهو واحد من أول المشغلات من الجيل الثالث أو جيل «8 بت». لم يكن لدى اليابان نظام تطوير مماثل تابع لجهة خارجية، وحافظت نينتندو على سيطرتها على تصنيع خراطيش الألعاب لفاميكوم باستخدام نموذج ترخيص للحد من ألعاب الطرف الثالث التي نُشِرَت عليها. أصدر فاميكوم بسبب خطأ تقني سارعت نينتندو لإصلاحه، ولكن بحلول نهاية عام 1984، كان فاميكوم هو أكثر مشغل ألعاب فيديو مبيعًا في اليابان. نظرت نينتندو في إصدار المشغل في الولايات المتحدة، لكنها أدركت أن السوق لا يزال يكافح من انهيار 1983. اتخذت نينتندو عدة خطوات لإعادة تصميم فاميكوم قبل إصداره في الولايات المتحدة. صٌمِمَ ليبدو وكأنه مسجل فيديو بدلاً من مشغل ألعاب فيديو، وأطلق عليه اسم «نينتندو إنترتينمنت سيستم» لإبعاده عن كونه مسجل فيديو. علاوة على ذلك، أضافت نينتندو نظام قفل 10إن إي إس خاص يعمل كنظام قفل ومفتاح مع خراطيش اللعبة لمنع نشر الألعاب غير المصرح بها للنظام وتجنب فقدان التحكم في النشر الذي تسبب في انهيار 1983. أعاد إن إي إس تنشيط صناعة ألعاب الفيديو الأمريكية وأسست نينتندو كاسم مهيمن في مشغلات ألعاب الفيديو على أتاري. في مبيعات فترة الحياة، باع إن إي إس ما يقرب من 62 مليون وحدة في جميع أنحاء العالم، مع 34 مليون في أمريكا الشمالية.

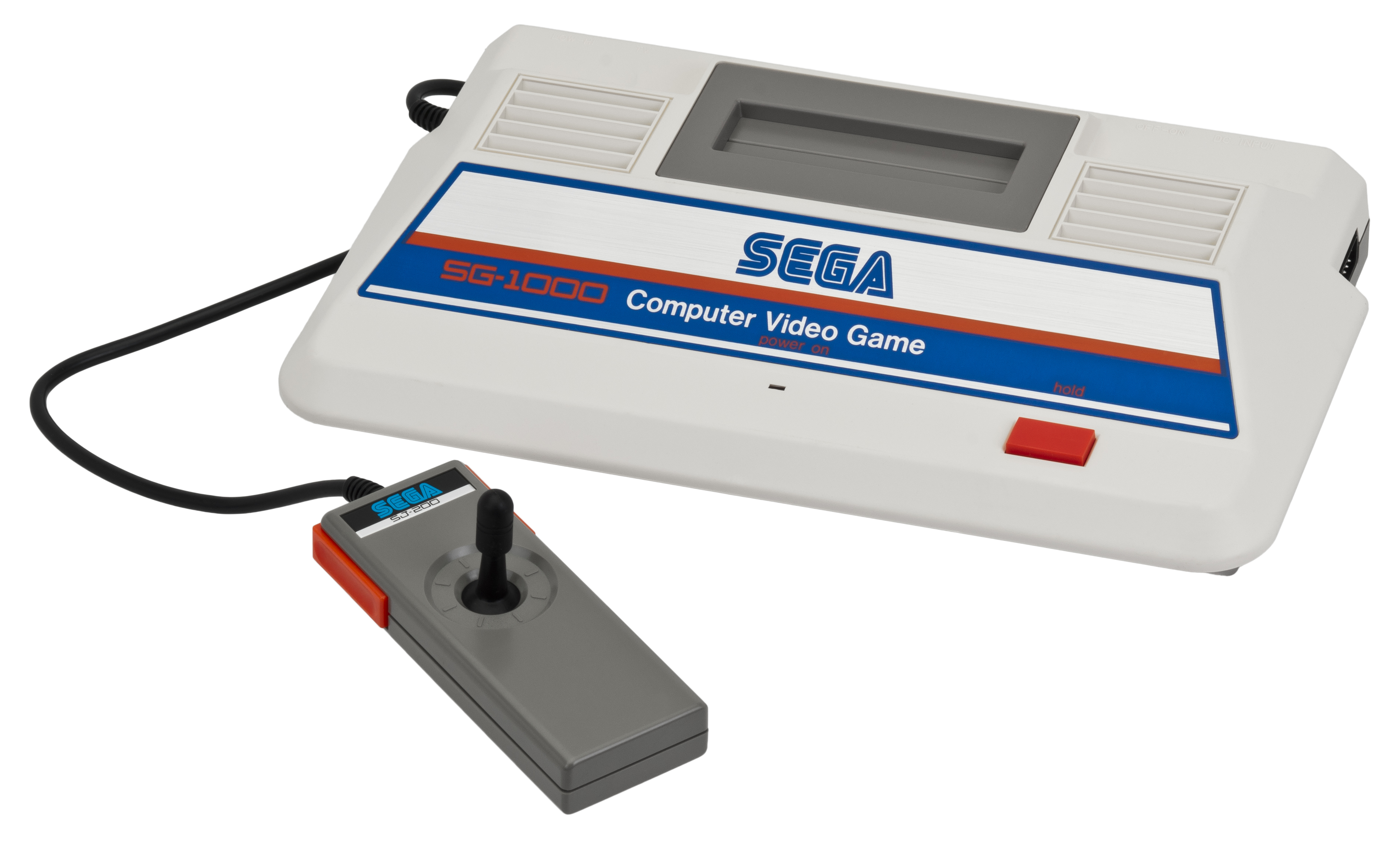
مشغل سيجا إس جي-1000

في الوقت نفسه، كانت سيجا تتطلع إلى الدخول في صناعة مشغلات ألعاب الفيديو أيضًا، حيث كانت شركة تصنيع ألعاب الصالات ناجحة، ولكن بسبب الانكماش في أعمال ألعاب الصالات، بحثت عن استخدام هذه الخبرة في السوق المحلية. أصدرت سيجا مشغل إس جي-1000 في اليابان في نفس يوم إصدار فاميكوم في عام 1983، لكنه باع فقط 160 ألف وحدة من إس جي-1000 في عامه الأول.
أعادت شركة سيجا تصميم إس جي-1000 مرتين لمحاولة بناء نظام لتحدي هيمنة نينتندو؛ ظل إس جي-1000 مارك II متوافقًا مع إس جي-1000 لكنه فشل في تحقيق المزيد من المبيعات. صدرت النسخة التالية من المشغل، سيجا مارك III، في عام 1985، باستخدام عتاد سيجا للصالات من أجل توفير رسومات أكثر دقة. كان المشغل أقوى قليلاً من فاميكوم، وحاول تسويق سيجا دفع الرسومات الأكثر تقدمًا التي يقدمها نظامهم عبر فاميكوم. ومع ذلك، وجدت سيجا أن نينتندو قد تعاقدت أيضًا مع مطورين آخرين لتطوير ألعابهم الحصرية لفاميكوم، واضطرت سيجا إلى تطوير عناوينها الخاصة أو نقل الألعاب من المطورين الآخرين أنفسهم، مما يحد من حجم مكتبة مارك III في اليابان. حاولت سيجا متابعة نينتندو بإصدار عالمي من مارك III، أعيد تسميته باسم ماستر سيستم. صدر مشغل ماستر سيستم في الولايات المتحدة في عام 1986، ولكن نينتندو لديها ممارسات ترخيص مماثلة في الولايات المتحدة لإبقاء المطورين يطورون ألعابهم ففط لإن إي إس، مما يحد من مكتبة الألعاب التي يمكن أن تقدمها سيجا وللتأكد أيضًا من عدم بدء تعطل ألعاب آخر. علاوة على ذلك اختار موزع شركة سيجا التابع لجهة خارجية، شركة الألعاب تونكا، عدم توطين العديد من الألعاب اليابانية التي أنشأتها سيجا، مما أدى إلى زيادة الحد من مكتبة الألعاب التي يمكن أن تقدمها سيجا في الولايات المتحدة بيع ما يقدر بمليوني نظام فقط.

### دخول سوق الولايات المتحدة
بدأ الجيل الرابع من أنظمة ألعاب الفيديو بإصدار مشغل بي سي إنجن من شركة إن إي سي في عام 1987 في اليابان. بينما كان بي سي إنجن يستخدم وحدة معالجة مركزية 8 بت، فقد اشتمل على مكونات عرض رسومية 16 بت، وقامت شركة إن إي إس بتسويق هذا بشكل كبير على أنه مشغل ألعاب فيديو 16 بت لتمييزه عن فاميكوم ومارك III؛ عندما جلبت شركة إن إي إس بي سي إنجن إلى جميع أنحاء العالم، غُيِّرَ اسمه إلى «توربو غرافيكس-16» للتأكيد على ذلك. على الرغم من أن منافسي إن إي إس اعتبروا هذه الممارسة خادعة، واستخدام تسمية البت التي اشتعلت، ودفعت الشركات المصنعة إلى تركيز إعلاناتها بشكل كبير على عدد البتات في المشغل للجيلين التاليين من المشغلات.
كانت إن إي إس منافساً آخر لسيجا ونينتندو. باتباع المسار المماثل الذي قاموا به مع مارك III، استخدمت سيجا تقنية ألعاب الصالات الخاصة بهم، والتي تستخدم الآن لوحات معالجات 16 بت، وتكييفها في مشغل منزلي، صدر في اليابان في أكتوبر 1988 باسم ميجا درايف. مقارنةً بالمشغلات السابقة، صُمِمَ ميجا درايف ليكون أكثر نضجًا وأقل شبهاً باللعبة مقارنةً بفاميكوم لجذب مجموعة سكانية أكبر من اللاعبين، وَوُضِعَ «16 بت» على علبة الكشغل للتأكيد على تلك الخاصية. بينما استقبل المشغل بشكل إيجابي من قبل مجلات الألعاب مثل فاميتسو، فقد طغى عليه الإصدار قبل أسبوع من إصدار سوبر ماريو برذرز 3 لفاميكوم.
كما هو الحال مع ماستر سيستم، خططت سيجا أيضًا لدفع كبير من ميجا درايف إلى الولايات المتحدة لتحدي هيمنة نينتندو بين الأسواق الأخرى، مع إعادة تسمية المشغل باسم سيجا جينسيس. كانت سيجا غير راضية عن تعامل تونكا مع ماستر سيستم ولذلك سعت إلى شريك جديد من خلال شركة أتاري كوربورايشن بقيادة جاك تراميل. كان تراميل متفائلًا بالجينسيس بسبب تكلفته، ورفض العرض، وبدلاً من ذلك ركز أكثر على عروض الحاسوب الخاصة بالشركة. بدلاً من ذلك، استخدمت سيجا فرعها الخامل سيجا أمريكا لتفعيل إصدار محدود للمشغل في أغسطس 1989 في أسواق الاختبار في مدينة نيويورك ولوس أنجلوس، حيث ضُمِّنَ مشغل الإطلاق الخاص بها مع لعبة الصالات الوحش المعدل.
في أكتوبر 1989، عينت الشركة مايكل كاتز رئيس قسم أتاري إنترتينمنت إلكترونكس السابق كرئيس تنفيذي لشركة سيجا أمريكا لتنفيذ إستراتيجية تسويق لدفع جينسيس على مستوى الدولة بهدف مليون مشغل. استخدم كاتز إستراتيجية ذات شقين لتحدي نينتندو. الأول كان التأكيد على القدرات الشبيهة بالصالات في جينسيس مع إمكانيات ألعاب مثل الوحش المعدل مقارنة برسومات 8 بت الأبسط على الإن إي إس، وابتكار شعارات مثل «جينسيس يفعل ما لا تفعله نينتندو». لاحظ كاتز أيضًا أن نينتندو لا تزال تحتفظ بمعظم حقوق منافذ ألعاب الصالات الخاصة بإن إي إس، لذلك كان الجزء الثاني من استراتيجيته هو العمل مع المقر الياباني لشركة سيجا لدفع المال للمشاهير مقابل حقوق التسمية الخاصة بهم لألعاب مثل بات رايلي باسكيتبول وآرنولد بالمر غولف، وجو مونتانا قوتبول، و مايكل جاكسون مون والكر.
طٌوِّرَت معظم هذه الألعاب بواسطة مبرمجي سيجا اليابانيين، على الرغم من أن جو مونتانا فوتبول من تطوير ميدياجانيك، الاسم الجديد لأكتيفجن بعد أن أصبحت أكثر مشاركة في النشر وتطوير تطبيقات الأعمال جنبًا إلى جنب مع الألعاب. بدأت ميدياجانيك لعبة كرة القدم التي أراد كاتز تسميتها باسم جو مونتانا، ولكن لم يكن معروفًا لكاتز في ذلك الوقت، فقد انتهت اللعبة جزئيًا فقط بسبب الصراع الداخلي في ميدياجانيك. بعد إتمام الصفقة وعلم كاتز بذلك، أُخِذَت اللعبة إلى إلكترونيك آرتس. لقد جعلت إلكترونيك آرتس نفسها بالفعل قوة كبيرة في الصناعة لأنها كانت قادرة على عكس هندسة تنسيق الخرطوشة لكل من إن إي إس وجينسيس، على الرغم من أن الرئيس التنفيذي لشركة إلكترونيك آرتس تريب هوكينز شعر أنه من الأفضل للشركة تطوير جينسيس. استخدمت إلكترونيك آرتس معرفتها بالهندسة العكسية كجزء من مفاوضاتها مع سيجا لتأمين عقد ترخيص أكثر حرية كما طٌوِّرَت بشكل مفتوح على جينسيس، والتي أثبتت فائدتها لكلا الشركتين. في الوقت الذي حصل فيه كاتز على جو مونتانا فوتبول من ميدياجانيك، كانت إلكترونيك آرتس تعمل على سلسلة جون مادن فوتبول لأجهزة الحواسيب الشخصية في ذلك الوقت. تمكنت إلكترونيك آرتس من المساعدة في جعل جو مونتانا فوتبول، أكثر من لعبة الصالات مقارنة بلعبة جون مادن فوتبول الإستراتيجية، إلى الواقع، بالإضافة إلى جلب جون مادن فوتبول إلى الجينسيس.

### الدفعة الثانية في عام 1991
لا يزال الجينسيس يكافح في الولايات المتحدة ضد نينتندو، وباع فقط حوالي 500000 وحدة بحلول منتصف عام 1990. أصدرت نينتندو سوبر ماريو برذرز 3 في فبراير 1990 مما أدى إلى زيادة المبيعات بعيدًا عن مشغل سيجا. لا يبدو أن نينتندو نفسها تتأثر بدخول سيجا أو لإن إي سي إلى سوق مشغلات ألعاب الفيديو. أراد رئيس سيجا هاياو ناكاياما أن تطور الشركة شخصية أيقونية وأن تبني لعبة حولها كوسيلة لتحدي أيقونة ماريو الخاص بشركة نينتندو. ابتكر فنان الشركة ناوتو أوشيما مفهوم القنفذ سونيك، وهو شخصية مجسمة سريعة مع «موقف» من شأنه أن يروق للمراهقين ويدمج اللون الأزرق لشعار سيجا، وساعد يوجي ناكا في تطوير لعبة القنفذ سونيك لعرضها الطابع وكذلك الرسومات وسرعة المعالجة من جينسيس. كانت اللعبة جاهزة بحلول أوائل عام 1991 وأصدرت في أمريكا الشمالية في يونيو 1991.
بشكل منفصل، طردت سيجا كاتز واستبدلته بتوم كالينسكي كرئيس تنفيذي جديد لشركة سيجا أمريكا في منتصف عام 1990. كان كالينسكي رئيسًا لشركة ماتيل ولم يكن لديه خبرة كبيرة في ألعاب الفيديو ولكنه أدرك نموذج الموس والشفرات، وطور إستراتيجية جديدة لدفع سيجا لتحدي هيمنة نينتندو في أمريكا بأربعة قرارات رئيسية، والتي تضمنت خفض سعر جينسيس من 189 دولار أمريكي إلى 149 دولار أمريكي، واستمر في نفس الحملات التسويقية القوية لجعل جينسيس يبدو «رائعًا» على إن إي إس ومشغل سوبر نينتندو القادم. علاوة على ذلك، دفع كالينسكي بشدة للمطورين الأمريكيين مثل إلكترونيك آرتس لإنشاء ألعاب على جينسيس تناسب التفضيلات الأمريكية بشكل أفضل، لا سيما ألعاب المحاكاة الرياضية التي اكتسب المشغل شهرة بها. أخيرًا، أصر كالينسكي على جعل القنفذ سونيك اللعبة المضمنة مع المشغل بعد إصدارها في يونيو 1991، لتحل محل الوحش المعدل وحتى تقديم أولئك الذين اشتروا جينسيس مع الوحش المعدل بديلاً عن سونيك.
تحت كالينسكي، قامت سيجا أيضًا بتجديد نهجها الإعلاني، بهدف جذب المزيد من جمهور الشباب البالغين، حيث كانت نينتندو لا تزال تضع سوبر نينتندو كمشغل صديق للأطفال. ركز الإعلان على سونيك، الألعاب الأكثر إثارة في مكتبة جينسيس، ومكتبتها الأكبر للألعاب الرياضية التي ناشدت هذه المجموعة. الإعلانات التليفزيونية لجينسيس وألعابها انتهت بـ«صرخة سيجا» - شخصية تصيح ب«سيجا» على الكاميرا في اللقطة الأخيرة - والتي التقطت أيضًا بسرعة.
هذه التغييرات، التي سبقت إصدار سوبر نينتندو المخطط له في أمريكا الشمالية في سبتمبر 1991، أعطت سيجا مكاسبها الأولى على نينتندو في سوق الولايات المتحدة. علاوة على ذل، أدى خفض السعر إلى 149 دولار أمريكي إلى جعل جينسيس خيارًا أرخص من 199 دولار أمريكي لسوبر نينتندو مما دفع العديد من العائلات إلى شراء جينسيس بدلاً من انتظار سوبر نينتندو. كان لدى جينسيس مكتبة أكبر من الألعاب للولايات المتحدة مع أكثر من 150 عنوانًا بحلول الوقت الذي أصدر فيه السوبر نينتندو جنبًا إلى جنب مع ثماني ألعاب، واستمرت سيجا في دفع العناوين التي جذبت الصحافة المستمرة طوال العام، بينما مع سوبر نينتندو، كانت مكتبة الألعاب الخاصة بها بشكل عام صمدت من قبب ألعاب ماريو وزيلدا الرائدة التي ظهرت مرة واحدة فقط في السنة، إلى جانب أقل مما جعل جينسيس خيارًا مرغوبًا أكثر.
بالنسبة إلى نينتندو، حتى عام 1991، كانوا سلبيين تجاه نهج سيجا في أمريكا الشمالية، ولكن مع نهج إصدار سوبر نينتندو، أدركت الشركة أنها كانت تفقد قوتها. حولت الشركة إعلاناتها في أمريكا الشمالية للتركيز على المزيد من الميزات المتقدمة لسوبر نينتندو التي لم تكن موجودة في جينسيس، مثل مود 7 لإنشاء تأثيرات منظور ثلاثية الأبعاد. باعت الشحنة الأولية البالغة مليون مشغل سوبر نينتندو بسرعة وبيع ما مجموعه 3.4 مليون مشغل سوبر نينتندو بحلول نهاية عام 1991، وهو رقم قياسي لمشغل جديد الإصدار، لكن جينسيس حافظت على مبيعات قوية مقابل سوبر نينتندو. أدت مرونة جينسيس ضد سوبر نينتندو إلى قيام العديد من مطوري الطرف الثالث من نينتندو بخرق اتفاقيات التطوير الحصرية مع نينتندو والسعي للحصول على تراخيص للتطوير على جينسيس أيضًا، بما في ذلك أكليم وكونامي وتيكمو وتايتو. من بين مطوري الطرف الثالث الآخرين في نينتندو، تظل سكوير سوفت ملتزمة بمنصة نينتندو، بينما رتبت كابكوم أن يكون لها آلية ترخيص خاصة لألعاب مختارة لـسيجا لكي تنشرها بدلاً من نشرها بأنفسهم.
خلال هذه الفترة، أدى الضغط على التسويق من قبل كل من نينتندو وسيجا إلى نمو مجلات ألعاب الفيديو. أنشأت نينتندو بالفعل مجلة نينتندو باور في عام 1988 جزئيًا لتكون بمثابة دليل مساعدة للاعبين في ألعابها الشهيرة، وتمكنت من استخدام هذا بشكل أكبر للإعلان عن سوبر نينتندو والألعاب القادمة. نمت العديد من العناوين الأخرى في أواخر الثمانينيات وأوائل التسعينيات، مما أتاح لشركة سيجا الفرصة لتسويق ألعابها بكثافة في هذه المنشورات.

### تصاعد الحرب في عامي 1992 و1993
أقرت نينتندو علنًا بأنها تعلم أنها لم تعد في المركز المهيمن في سوق مشغلات ألعاب الفيديو بحلول عام 1992. بعد مرور عام على إصدار سوبر نينتندو، خُفِضَ سعر سوبر نينتندو إلى 149 دولار أمريكي لمطابقة جينسيس، ولاحقًا قامت سيجا بتخفيض سعر سيجا جينسيس إلى 129 دولار أمريكي بعد فترة وجيزة. دُعِمَ سوبر نينتندو من خلال قرار كابكوم بالحفاظ على حصرية ميناء المنزل الخاص بها في لعبة الالصالات المشاكسة ستريت فايتر 2 إلى السوبر نينتندو عندما صدرت في يونيو 1992. في حين أن سوبر نينتندو تفوق على جينسيس في الولايات المتحدة في عام 1992. كان لا يزال لدى جينسيس قاعدة تثبيت أكبر. بحلول بداية عام 1993، استحوذت جينسيس على حوالي 55 ٪ من السوق، وهو تناقض صارخ مع عام 1990 عندما سيطرت نينتندو على 90 ٪ من السوق.
أدى نجاح ستريت فايتر 2 كلعبة صالات وكلعبة مشغل ألعاب فيديو منزلي إلى نمو نوع ألعاب القتال، وتبع ذلك العديد من الاختلافات من مطورين آخرين. كان من الأمور ذات الأهمية الكبيرة مورتال كومبات من أكليم، الذي أصدر للصالات في عام 1992. مقارنة بمعظم ألعاب القتال الأخرى في ذلك الوقت، كانت مورتال كومبات أكثر عنفًا حيث أظهر بقع الدم من المقاتلين، ويمكن للاعبين إنهاء المباريات في «وفيات» شديدة الرسوم. أثبتت اللعبة شعبية كبيرة في الصالات.

أدرك كل من نينتندو وسيجا بالحاجة إلى وجود مورتال كومبات على المشغلات الخاصة بهم. ومع ذلك، تخشى نينتندو حدوث مشكلات في المحتوى العنيف في اللعبة، ورخصت نسخةً من أكليم لسوبر نينتنجو الذي جرد الوفيات وأزيلت الدماء وأجريت تغييرات أخرى لإزالة معظم المحتوى الذي اعترضت عليه نينتندو. قامت سيجا بترخيص نسخة دون تغييرات من لعبة الصالات الأصلية. صدر كلا النسختين المنزليين في سبتمبر 1993، وبيع ما يقرب من 6.5 مليون وحدة على مدار عمرها، ولكن مع ثلاثة إلى خمسة أضعاف عدد نسخ جينسيس مقارنة بنسخ سوبر نينتندو.
أدت شعبية نسخة المشغل المنزلي من مورتال كومبات، إلى جانب الذعر الأخلاقي الآخر في أوائل التسعينيات، إلى مخاوف من الآباء والنشطاء والمشرعين في الولايات المتحدة، مما أدى إلى جلسات الاستماع في الكونغرس عام 1993 حول ألعاب الفيديو التي عقدت لأول مرة في ديسمبر. بقيادة السناتور جو ليبرمان وهيرب كول، جلبت لجنتا مجلس الشيوخ للشؤون الحكومية والقضاء العديد من قادة صناعة ألعاب الفيديو، بما في ذلك هوارد لينكولن، نائب رئيس نينتندو أمريكا، وبيل وايت، نائب رئيس سيجا أمريكا، إلى مناقشة الطريقة التي سُوِّقَت بها ألعاب مثل مورتال كومبات ونايت تراب على مشغلات للأطفال. اتهم لينكولن ووايت شركات بعضهما البعض بخلق المشكلة المطروحة. صرح لينكولن أن نينتندو قد اتخذت نهجًا منظمًا لاختيار الألعاب للمشغلات الخاصة بها، وأن الألعاب العنيفة ليس لها مكان في السوق. أجاب وايت أن سيجا كانت تستهدف جمهورًا أكبر سناً من نينتندو عن قصد، وأنشأت نظام تصنيف لألعابها التي كانت تحاول تشجيع بقية الصناعة على استخدامها؛ علاوة على ذلك، على الرغم من إشراف نينتندو، أشار وايت إلى أنه لا يزال هناك العديد من عناوين نينتندو التي تضمنت العنف. مع عدم تقديم لينكولن ولا وايت الكثير من اللعب، اختتم ليبرمان جلسة الاستماع الأولى بتحذير من أن الصناعة تحتاج إلى التعاون مع بعض الوسائل لتنظيم ألعاب الفيديو وإلا سيصدر الكونغرس قوانين للقيام بذلك نيابة عنهم.
بحلول وقت جلسة الاستماع الثانية في مارس 1994، كانت الصناعة قد اجتمعت معًا لتشكيل جمعية البرامج الرقمية التفاعلية (اليوم جمعية برامج الترفيه) وكانت تعمل على إنشاء مجلس تقدير البرمجيات الترفيهية، وهي لجنة تصنيف. على الرغم من أن سيجا تقدم نظام التصنيف الخاص بها كنقطة انطلاق، إلا أن نينتندو رفضت العمل مع ذلك لأنهم ما زالوا يرون سيجا كمنافس لهم، مما يتطلب إنشاء نظام جديد تمامًا.

### وصول سوني ونهاية الحرب
في عامي 1994 و1995، كان هناك انكماش في صناعة ألعاب الفيديو، حيث أبلغت مجموعة إن بي دي عن انخفاض بنسبة 17 ٪ و19 ٪ في الإيرادات من عام لآخر. بينما كانت سيجا تتفوق على نينتندو في عام 1993، إلا أنها لا تزال تحمل ديونًا للشركات بينما ظلت نينتندو خالية من الديون بسبب احتلالها لمكانة أكثر هيمنة في السوق العالمية، حتى أنها تغلبت على سيجا في أمريكا الشمالية وسوق الولايات المتحدة التي فازت في حرب المشغلات ذات 16 بت. لمواصلة محاربة نينتندو، كان مشغل سيجا التالي هو سيغا ساترن، الذي صدر لأول مرة في نوفمبر 1994 في اليابان. لقد جلبت التكنولوجيا التي تستخدمها ألعاب الصالات الخاصة بسيجا التي تستخدم رسومات ثلاثية الأبعاد متعددة الأضلاع، وأصدرت عناوين الإصدار المميزة للنسخ المنزلية من ألعاب الصالات هذه بما في ذلك فيرتشوا فايتر. في حين أن فيرتشوا فايتر لم تكن لعبة مضمنة، كانت مبيعات العنوان تقريبًا 1:1 مع المشغل في اليابان. قررت شركة سيجا، إدراكًا منها أن لديها العديد من المشغلات بألعاب متباينة كانوا يحاولون الآن دعمها، أن تركز معظم اهتمامها على خط ساترن للمضي قدمًا، مما أدى إلى إسقاط الدعم لجينسيس على الرغم من أن مبيعاته لا تزال قوية في الولايات المتحدة في ذلك الوقت.
في الوقت نفسه، ظهر منافس جديد في سوق مشغلات ألعاب الفيديو، سوني كمبيوتر إنترتينمنت، مع طرح بلاي ستيشن في ديسمبر 1994. تأكدت شركة سيجا، التي تدرك المنافسة المحتملة لشركة سوني في اليابان، من أن يكون لديها ما يكفي من نسخ من ساترن جاهزة للبيع في اليوم الذي شُحِنَ بلاي ستيشن لأول مرة ليطغى على عروض سوني.
كل من سيجا وسوني قاموا بنقل هذه الوحدات إلى سوق أمريكا الشمالية. مع تشكيل آي إس دي أيه، وهو معرض تجاري جديد في أمريكا الشمالية، أٌنشِئَ معرض الترفيه الإلكتروني (E3) في عام 1995 للتركيز على ألعاب الفيديو، لتمييزه عن معرض الإلكترونيات الاستهلاكية (CES)، الذي غطى جميع الأجهزة الإلكترونية المنزلية. قدمت نينتندو وسيجا وسوني دعمهم الكامل لمعرض الترفيه الإلكتروني في عام 1995. اعتقدت سيجا أنها كانت تتمتع بمركز أقوى في معرض الترفيه الإلكتروني على سوني، حيث قامت منشورات الألعاب، بمقارنة ساترن ببلاي ستيشن، بتصنيف ساترن على أنه النظام الأفضل. في معرض الترفيه الإلكتروني في مايو 1995، عرض كالينسكي من سيجا نسخة أمريكا الشمالية من ساترن، وأعلن عن ميزاته المختلفة وسعر بيعه 399 دولار أمريكي، وقال إنه بينما سيصدر رسميًا في نفس اليوم، فقد أرسلوا بالفعل عددًا من الأنظمة لبائعين مختارين للبيع. بدأ أولاف أولافسون من شركة سوني في تغطية ميزات بلاي ستيشن، ثم دعا ستيف رايس، رئيس شركة سوني كمبيوتر إنترتينمنت أمريكا إلى المسرح. نطق رايس بكلمة واحدة "299"، والتي كانت تعني سعر بلاي ستيشن بالدولار الأمريكي، ثم تركه لـ«تصفيق مدو». أدى خفض الأسعار المفاجئ إلى عدم انتظام شركة سيجا، بالإضافة إلى قيام العديد من المتاجر بسحب سيجا من تشكيلتها نظرًا لتجاهلها من مبيعات ساترن المبكرة، جعلت نقطة السعر الأعلى من الصعب عليهم بيع النظام. عندما أصدر بلاي ستيشن رسميًا في الولايات المتحدة في سبتمبر 1995، تجاوز مبيعاته خلال اليومين الأولين ما باعه ساترن خلال الأشهر الخمسة السابقة. نظرًا لأن سيجا قد استثمرت بكثافة في ساترن في المستقبل، فقد أضرت منافسة سوني بشكل كبير بمالية الشركة.
في حالة نينتندو، وحدة معالجة مركزية ذات 32 بت وبدلاً من ذلك كان عرضهم التالي هو نينتندو 64، مشغل يملك وحدة معالجة مركزية ذات 64 بت التي صدرت لأول مرة في يونيو 1996. في حين أن هذا أعطاهم قدرات قوية مثل الرسومات ثلاثية الأبعاد لمواكبة وتجاوز تلك الموجودة على ساترن وبلاي ستيشن، إلا أنه كان لا يزال نظامًا يعتمد على الخرطوشة يحد من مقدار المعلومات التي يمكن تخزينها لكل لعبة. كلفهم هذا القرار في النهاية أن سكوير سوفت نقلت سلسلة فاينل فانتسي الشهيرة إلى خط بلاي ستيشن للاستفادة من المساحة الأكبر على الوسائط البصرية. أدت أول لعبة بلاي ستيشن في السلسلة، فاينل فانتسي VII، إلى زيادة مبيعات بلاي ستيشن، مما أدى إلى زيادة إضعاف موقع نينتندو ودفع سيجا إلى الخروج من السوق.
بحلول هذه المرحلة، تبخر حرب المشغلات بين سيجا ونينتندو، حيث تواجه كلتا الشركتين الآن سوني كمنافس لهما. صنعت سيجا مشغل آخر، دريم كاست، والذي كان يحتوي على عدد من الميزات المبتكرة بما في ذلك مودم مدمج للاتصال عبر الإنترنت، لكن عمر المشغل لم يدم طويلاً بسبب نجاح منتج سوني التالي، بلاي ستيشن 2، أكثر مشغل ألعاب فيديو مبيعًا على الإطلاق. تركت سيجا أعمال المشغلات المنزلية في عام 2002 للتركيز على تطوير البرمجيات والترخيص، بمعنى آخر تحولت سيجا من شركة تطوير طرف أول إلى شركة تطوير طرف ثالث. لا تزال نينتندو لاعباً رئيسياً في أعمال المشغلات المنزلية، ولكن في الآونة الأخيرة اتبعت نهج استراتيجية المحيط الأزرق لتجنب التنافس مباشرة مع سوني أو مايكروسوفت على أساس الميزة مقابل الميزات مع المشغلات مثل وي ونينتندو دي أس ونينتندو سويتش.

### الميراث
حرب المشغلات بين سيجا ونينتندو هو موضوع كتاب حروب المشغلات للكاتب بليك هاريس في عام 2014، بالإضافة إلى تعديل فيلم / وثائقي للكتاب في عام 2020.
تعاونت سيجا ونينتندو منذ ذلك الحين في العديد من عناوين البرامج. طورت سيجا سلسلة ألعاب ماريو أند سونيك آت ذا أولمبيك غيمز مرة كل سنتين للألعاب الرياضية في دورة الألعاب الأولمبية الصيفية والشتوية منذ عام 2008 (ما عدا عام 2018) وتضم شخصيات من كل من  ماريو و سونيك ، بينما طورت نينتندو سلسلة ألعاب سوبر سماش برذرز القتالية المتقاطعة للعديد من خصائص نينتندو التي تضمنت سونيك كشخصية قابلة للعب جنبًا إلى جنب مع شخصيات سونيك الأخرى في الأدوار الداعمة منذ سوبر سماش برذرز براول.

## سوني ضد مايكروسوفت
منذ الجيل السادس، كان كل من سوني ومايكروسوفت منافسين مباشرين للمشغلات المنزلية. منذ عام 2000، أصدرت كلتا الشركتين مشغلًا جديدًا في غضون عام من بعضهما البعض بمواصفات قابلة للمقارنة تقريبًا. نظرًا لأن عتاد المشغل لا يتمتع بمزايا تقنية مميزة، فإن الشركتين تتنافسان بشكل أكبر من خلال إنشاء بيئة مشغل فريد من خلال الخدمات عبر الإنترنت، وتقديم ألعاب حصرية للمشغل من استوديوهات الطرف الأول ومن استوديوهات الطرف الثالث. بينما ظلت نينتندو أيضًا منافسًا كبيرًا لكلا الشركتين، فإن إستراتيجيتها في التطوير والتسويق باستخدام نهج «المحيط الأزرق» تعتبر مختلفة اختلافًا جوهريًا عن سوني أو مايكروسوفت بحيث لا تعتبر عادةً مشاركًا رئيسيًا في حرب المشغلات.
دخلت مايكروسوفت سوق مشغلات ألعاب الفيديو على وجه التحديد مع مشغل إكس بوكس في عام 2001 حيث رأت سوني بلاي ستيشن 2، الذي صدر في عام 2000، كمنافس محتمل للحاسوب المنزلي كجهاز في كل مكان في غرفة المعيشة. في حين طُوِّرَ بلاي ستيشن 2 من مكونات مخصصة في الغالب، فقد تعاملت مايكروسوفت مع إكس بوكس كجهاز حاسوب شخصي عالي الدقة يعتمد على مايكروسوفت ويندوز وتقنية دايركت إكس. لم يتنافس أول إكس بوكس بشكل جيد مع بلاي ستيشن 2، حيث باع فقط حوالي 24 مليون وحدة في جميع أنحاء العالم مقابل 155 مليون من بلاي ستيشن 2، وبحسب ما ورد لم تحقق مايكروسوفت ربحًا من عتاد المشغل، لكن الشركة كانت راضية عن أدائها للاستمرار في السوق.
تمكنت مايكروسوفت من أخذ الدروس المستفادة من أول إكس بوكس إلى طرازها الثاني، إكس بوكس 360 الذي أصدر في عام 2005، متغلبًا على سوني بلاي ستيشن 3 الذي أصدر في عام 2006. إلى جانب النسخة السابقة والتصميم المحسّن، قامت مايكروسوفت بتأمين المزيد من مطوري الطرف الأول في شركة مايكروسوفت غيم ستوديوز الخاصة بها، لتقليد مطوري الطرف الأول من سوني، بالإضافة إلى مطوري الطرف الثالث الآخرين للعديد من المشغلات الحصرية. من ناحية أخرى، كان لدى بلاي ستيشن 3 عددًا أقل من العروض الحصرية عند الإطلاق وأعاقته نقطة سعر أعلى عند الإطلاق، مما أعطى إكس بوكس 360 ميزة في السنوات الأولى من الإصدار. بهدف كلا المشغلين إلى تضمين ميزة الوسائط المتعددة في تشغيل الأفلام عالية الوضوح. كان أحد الأخطاء التي كانت مايكروسوفت تدعمها معيار إتش دي-دي في دي لتشغيل الأفلام على معيار بلو راي الذي اختارته سوني، بعد فترة وجيزة من إصدار إكس بوكس 360، كانت صناعة الأفلام موحدة على بلو راي. عانى إكس بوكس 360 أيضًا من «ريد رينغ أوف ديث» أو «خاتم الموت الأحمر»، وهو خطأ في العتاد على جزء كبير من طرز البيع بالتجزئة التي كلفت مايكروسوفت أكثر من 1٫1 بليون دولار أمريكي في الإصلاحات على فترة حياة المشغل.
تَحَدَى كلا المشغلين من قبل وي من نينتندو وعلى وجه التحديد جهاز استشعار الحركة وي ريموت الجديد. للمنافسة، أصدرت كل من مايكروسوفت وسوني أنظمة استشعار الحركة الخاصة بهما، كنيكت وبلاي ستيشن موف، على التوالي، للمشغلات الخاصة بهما. أصدرت الشركات أيضا مشغل منتصف التحديث. أصدرت مايكروسوفت مشغل إكس بوكس 360 أس منخفض التكلفة، يشحن بمساحة تخزين داخلية أقل بالإضافة إلى مشغل إكس بوكس 360 إي متطور، يشحن بمساحة تخزين أكبر ومستشعر كنيكت. أصدرت سوني نموذجين مختلفين من طراز سليم من بلاي ستيشن 3 مما قلل من حجم النظام وسعر التجزئة اللاحق مما ساعد على تحسين المبيعات. في النهاية، باع إكس بوكس 360 ما يقدر بنحو 84 مليون وحدة، بناءً على تقديرات الصناعة حيث توقفت مايكروسوفت عن مبيعاتها، بينما باع بلاي ستيشن 3 87 مليون وحدة؛ بيع أكثر من 101 مليون وحدة من وي.
أصدر كل من سوني ومايكروسوفت المشغلات التالية، بلاي ستيشن 4 وإكس بوكس ون، في عام 2013. بالنسبة لشركة سوني، فقد نظروا في الصعوبات التي واجهها المطورون في استخدام مجموعة التعليمات المخصصة للمعالج سيل على بلاي ستيشن 3، وأعادوا هيكلة بلاي ستيشن 4 لاستخدام المزيد من مجموعة تعليمات إكس 86 القياسية التي تستخدمها معظم أجهزة الحواسيب الشخصية مما يساعد على تحقيق التقارب في التطوير. مع أنظمة الحاسوب. أرادت مايكروسوفت في البداية تشغيل إكس بوكس ون كبديل لصندوق الكابلات في غرفة المعيشة كمصدر واحد للترفيه مع ميزات تهدف إلى مشاهدة التلفزيون بالإضافة إلى الألعاب. لتحقيق ذلك، كان من المقرر شحن إكس بوكس ون مع كنيكت وكان من المقرر أن يستخدم اتصال إنترنت دائم الاتصال لتمكين العديد من الميزات، مثل القدرة على مشاركة الألعاب مع أفراد الأسرة الآخرين. ومع ذلك، عندما رُوِّجَ لهذه الميزات لأول مرة، كان هناك رد فعل عنيف من الصحفيين والمستهلكين، معتبرين أنها ميزات غير ضرورية تنتهك الخصوصية. كان على مايكروسوفت سحب العديد من هذه الميزات من إكس بوكس ون قبل الإطلاق، مثل التخلص من متطلبات الاتصال الدائم والحاجة إلى استخدام كنيكت. انتهزت سوني الفرصة في تسويق بلاي ستيشن 4 للتغلب على أخطاء مايكروسوفت، مثل إظهار بساطة مشاركة اللعبة ببساطة عن طريق تمرير الوسائط المادية إلى شخص آخر، بالإضافة إلى انخفاض سعرها. بينما كانت مايكروسوفت قادرة على تصحيح إكس بوكس ون بعد الإصدار، اكتسبت سوني أرضية كافية مع إمكانيات بلاي ستيشن 4 جنبًا إلى جنب مع مكتبة قوية من العناوين الحصرية للمشغل، وتفوق بيع بلاي ستيشن 4 على إكس بوكس ون، 106 مليون وحدة إلى ما يقدر بـ47 مليون وحدة.
أصدرت كلتا الشركتين المشغلات التالية في عام 2020، وهم بلاي ستيشن 5 وإكس بوكس سيريس إكس وسيريس أس. تمثل كلتا عائلتَي المشغلات تحسينات تقنية بمواصفات مستهدفة مماثلة، بما في ذلك الدقة العالية ومعدلات الإطارات العالية والتخزين الداخلي عالي السرعة والتوافق مع الإصدارات السابقة مع الأنظمة السابقة. في الآونة الأخيرة، وسعت مايكروسوفت عروض الألعاب خارج المشغلات، مثل إكس بوكس غيم باس وخدمة بث ألعاب إكس كلاود، وذلك للابتعاد عن عقلية حرب المشغلات.

## حروب المشغلات الأخرى

### المشغلات المحمولة في التسعينيات
أصدر عدد من المشغلات المحمولة الرئيسية في السوق في غضون عام تقريبًا من بعضها البعض: نينتندو غيم بوي وسيجا غيم غير وأتاري لينكس. بينما استخدم غيم بوي شاشة أحادية اللون، كان لكل من غيم غير ولينكس شاشات ملونة. نظرًا لأن هذه النسخ المحمولة كانت جنبًا إلى جنب مع سيجا في حرب المشغلات مع نينتندو، كانوا أيضًا عرضة للتسويق والإعلان المكثف لمحاولة جذب المستهلكين. ومع ذلك، فاز غيم بوي في النهاية في هذه الحرب، حيث باع أكثر من 118 مليون وحدة على مدار حياته (بما في ذلك المراجعات المستقبلية) مقارنة بـ 10 ملايين لغيم غير و 3 ملايين للينكس. بيع غيم بوي مبدئيًا مقابل 50 دولار أمريكي أو أكثر من منافسيها، وكان لديه مكتبة أكبر من الألعاب، بما في ذلك ما يعتبر التطبيق القاتل للأجهزة المحمولة، تتريس، التي جذبت غير اللاعبين لشراء الجهاز المحمول باليد لِلَعبه.